# Kate O'Mara
Frances Meredith Carroll, ou Kate O'Mara (Leicester, 10 de agosto de 1939 – Sussex, 30 de março de 2014), foi uma atriz de cinema, teatro e televisão inglesa.
Seu primeira trabalho foi no filme "Home and Away", em 1956, com o nome artístico de Merrie Carroll, e estreou no teatro na peça The Merchant of Venice, em 1963. Na televisão, em 1957, trabalhou em Emergency-Ward 10, sua primeira participação entre inúmeros produções televisivas, incluindo a série Os Vingadores. Seu papel de maior destaque foi na telenovela norte americana Dinastia, na década de 1980.

## Carreira

### Cinema
- Home and Away - 1956
- Great Catherine - 1968
- The Limbo Line - 1968
- The Desperados - 1969
- The Tamarind Seed - 1974
- Feelings - 1976
- Tuntematon ystävä - 1978

### Televisão
- 1957 - Emergency-Ward 10
- 1965 - Danger Man
- 1968 - The Champions
- 1969 - Os Vingadores
- 1970 - The Adventures of Don Quick
- 1986 - Dynasty
- 1985 - Doctor Who
- 2008 - Doctors
- 2012 - Benidorm

### Teatro
- The Merchant of Venice
- Blithe Spirit
- Macbeth
- Antony and Cleopatra
- King Lear
- Lunch with Marlene